# Niemand stirbt gern allein. Ein Krimi aus Passau
Niemand stirbt gern allein. Ein Krimi aus Passau ist ein deutscher Fernsehfilm aus dem Jahr 2025 von Regisseur Jan Fehse nach einem Drehbuch von Michael Vershinin mit Marie Leuenberger und Michael Ostrowski. Es ist die 8. Folge der ARD-Kriminalfilmreihe Ein Krimi aus Passau.

## Handlung
Auf einem Fußballfeld finden die frühere Polizistin Frederike Bader und der österreichische Privatdetektiv Ferdinand Zankl die Leiche des Platzwartes Alois Morath. Unklar ist zunächst, ob es sich um einen Mord oder Suizid handelt. Bader und Zankl wurden zuvor von der schwangeren Charlotte Ambrosius beauftragt, herauszufinden, wer ihrem Verlobten Phillip Danner bei seinem Freigang aus der Justizvollzugsanstalt (JVA) Drogen untergeschoben hat. Sowohl Charlottes Mutter Sabine als auch ihr Bruder Sebastian halten dagegen nicht viel von Phillip.
Bader und Zankl stoßen bei ihren Recherchen auf einen alten Mordprozess. Eine Studentin wurde damals im Restaurant von Mathilde Huber ermordet. Der Koch Eduard Eidinger wurde zu 20 Jahren Freiheitsstrafe verurteilt, Hauptbelastungszeuge war damals Alois Morath. Der JVA-Beamte Michl Kreitmair hat Verbindungen zu Mathilde Huber, während Eidinger in der Gefängnisküche arbeitet und Phillip Danner unter seine Fittiche genommen hat. Zankl und Bader versuchen außerdem, an die Unterlagen der damaligen Staatsanwältin Tamara Zieglinski zu kommen.

## Produktion und Hintergrund
Die Dreharbeiten fanden vom 8. Oktober bis zum 4. Dezember 2024 gemeinsam mit der 9. Folge Bis auf den Knochen (Arbeitstitel Charivari) statt, gedreht wurde in Passau, München und Umgebung. Produziert wurde der Film von der Hager Moss Film im Auftrag des Bayerischen Rundfunks und ARD Degeto, als Produzentin fungierte Diana Chylla.
Die Kamera führte Kristian Leschner, die Musik schrieb David Reichelt, die Montage verantwortete Florian Leitl. Das Kostümbild gestaltete Andrea Spanier, das Szenenbild Söhnke Noé, den Ton Thorsten Bolzé und Jan Blömeke und die Maske Christine Bernrieder.

## Veröffentlichung
In der ARD Mediathek soll der Film am 8. September 2025 veröffentlicht werden, die Erstausstrahlung im Ersten ist für den 18. September 2025 vorgesehen.

## Rezeption
Tilmann P. Gangloff vergab auf tittelbach.tv 3,5 von 6 Sternen. Der sehenswerte Krimi erzähle eine clever konstruierte Geschichte, die zunehmend komplexer werde. Das Drehbuch enthalt zwar einen nicht unerheblichen Logikfehler, erfreue ansonsten aber durch viele originelle Details. Darstellerisch sei der Film ebenfalls ein Vergnügen.